# Onitis sibutensis
Onitis sibutensis là một loài bọ cánh cứng trong họ Bọ hung (Scarabaeidae).